# Oxana Malaya
Pour les articles homonymes, voir Malaya.
 (janvier 2018).
Oxana Oleksandrivna Malaya (en ukrainien : Оксана Олександрівна Малая), née le 4 novembre 1983, dans l'oblast de Kherson en Ukraine (pendant la période soviétique) est une femme ukrainienne connue internationalement pour son comportement d'imitation des chiens.
Elle a fait l'objet de documentaires, d'interviews et de titres de tabloïds comme un enfant sauvage « élevé par des chiens » bien qu'il ne soit pas clair si elle a vécu séparée des gens.

## Biographie
Oxana Malaya est née dans le village de Nova Blagovishchenka dans le Hornostaivka Raion (en), dans l'oblast de Kherson. Selon les médecins et les dossiers médicaux, elle était une enfant normale à la naissance, mais plus tard, ses parents alcooliques l'ont abandonnée et elle a vécu avec sa chienne. Quand elle a été trouvée par les autorités, elle avait 8 ans, mais elle ne pouvait pas parler, manquait de beaucoup d'habiletés de base et se comportait physiquement avec agilité comme un chien. Elle courait à quatre pattes, aboyait, dormait par terre, mangeait et prenait soin de son hygiène comme un chien.
Selon Jessica Serra, qui est chercheuse en éthologie et spécialiste de la cognition animale, Oxana Malaya est un cas authentique d'enfant sauvage socialisé par des chiens; de ses trois ans à sa "découverte" par les services sociaux cinq années après.
Malaya a finalement été transférée à la maison d'accueil pour les enfants handicapés mentaux à Baraboo. Elle a subi des années de thérapie spécialisée et d'éducation pour aborder ses problèmes comportementaux, sociaux et éducatifs. À l'âge adulte, elle a appris à dompter son comportement de chien, elle a appris à parler couramment et intelligemment, elle travaille à la ferme des vaches laitières, mais reste un peu intellectuellement handicapée.
Dans un documentaire sur Channel 4 et dans le documentaire de la chaîne portugaise SIC, ses médecins ont déclaré qu'il est peu probable qu'elle soit complètement réhabilitée dans une société « normale ». En 2001, la chaîne de télévision russe « NTV » a réalisé un documentaire sur sa vie. Il y a eu plusieurs articles à son sujet dans la presse.
En 2013, elle donne une interview à la télévision nationale ukrainienne, dans le talk-show Govorit Ukraina, où elle parle d'elle-même et répond aux questions. Pendant le spectacle, elle dit qu'elle voulait être traitée comme un être humain normal, et est offensée quand d'autres l'appellent une « fille chien ». Elle dit qu'elle veut que ses frères lui rendent visite plus souvent et que son rêve principal dans sa vie soit de trouver sa mère biologique. Elle a également parlé de son petit ami, sa vie dans la maison d'accueil de l'État et son travail avec les animaux à la ferme.